# Eclipse (softver)
Eclipse je programska razvojna okolina (IDE) pisana u Javi, a može se koristiti za razvoj aplikacija u raznim programskim jezicima kao što su Java, Ada, C, C++, COBOL, Perl, PHP, Python, R, Ruby (uključujući Ruby on Rails okolinu), Scala, Clojure i Scheme. Isto tako, može se koristiti za razvoj dijelova aplikacije Mathematica. Razvojna okolina (IDE) često se naziva Eclipse ADT (Ada Development Toolkit) za Adu, Eclipse CDT za C/C++, Eclipse JDT za Javu i Eclipse PDT za PHP.

## Vanjske poveznice
- Eclipse službene stranice
- Eclipse Plugin Central
- Eclipse Market
- Eclipsepedia
- IBM Rational i Eclipse